# Winnipeg-Churchill (tren)
El Winnipeg-Churchill (antes conocido como Hudson Bay y, antes, Northern Spirits) es un tren de pasajeros quincenal operado por Via Rail entre Winnipeg y Churchill, Manitoba. Es la única conexión terrestre entre Churchill y el resto de Canadá.
El servicio, que atraviesa Manitoba y Saskatchewan, viaja en la línea de la Canadian National Railwayhacia el norte hasta The Pas, donde se transfiere al Hudson Bay Railway, pasando por Wabowden, Manitoba, con un ramal desde Thicket Portage hasta Thompson, y Gillam en su camino al Puerto de Churchill en la Bahía de Hudson.

## Historia
Un tren mixto de pasajeros sin nombre que conectaba con el tren Winnipeg-Churchill en The Pas servía anteriormente a Lynn Lake, pero este servicio fue truncado a Pukatawagan en 2003 por los entonces propietarios de la vía OmniTRAX, citando una pérdida en el tráfico de carga que hacía que el servicio no fuera rentable. Via todavía opera un servicio dos veces por semana desde The Pas a Pukatawagan en nombre del ferrocarril Keewatin, que ahora posee la subdivisión Sherridon.

### Inundaciones de 2017
El servicio entre Gillam y Churchill se suspendió el 23 de mayo de 2017, cuando las inundaciones dañaron gravemente el lecho de la vía y los puentes. Como los suministros tuvieron que llegar por avión cuando se suspendió el servicio de trenes, los precios se dispararon en Churchill.
Las reparaciones de la vía comenzaron el 8 de septiembre de 2018. El 31 de octubre de 2018, la vía fue reparada y los servicios de pasajeros se reanudaron con el tren 693 el 2 de diciembre.

## Programa
El tren en dirección norte sale de Winnipeg a las 12:05 los martes y domingos y está previsto que llegue a Churchill dos días después, a las 09:00. El servicio en dirección sur sale de Churchill a las 19:30 los jueves y sábados por la noche y llega a Winnipeg a las 16:45 dos días después. Un servicio semanal adicional opera en cada dirección entre The Pas (salida a las 02:30 los viernes) y Churchill (salida a las 19:30 los martes). El viaje dura aproximadamente 45 horas por trayecto.